# 阿富汗戰爭 (2001年—2021年)
阿富汗戰爭是以美國帶領北大西洋公約組織等盟友組成的聯軍，以逮捕奧薩瑪·賓·拉登为理由入侵阿富汗，與阿富汗蓋達組織和塔利班爆發的一場戰爭。雙方交戰期自2001年持續至2021年，為至今為止美國軍隊參戰時間最長的戰爭。戰事始於美國對九一一事件的報復行動，亦標誌著21世紀初美軍一系列反恐戰爭的開始。
最初北約聯軍的目的是逮捕奧薩瑪·賓·拉登等蓋達組織成員，並懲罰塔利班對其的支援，其後進行清除恐怖主義的目標。美國及北約聯軍閃電攻下喀布爾、推翻塔利班之酋長國後，扶植少數民族派系建立共和政體，並開始重建，改造阿富汗為世俗國家。然而聯軍於此後20年間，仍在阿富汗維持大量駐軍，以支援共和政府應對塔利班頻繁發動的游擊戰、恐怖襲擊，現代化與教育的進度十分緩慢，此外連綿的山區加深了管理難度，讓聯軍與共和政府面對貪腐、毒品與治安問題力不從心，大量的援助資金被浪費。2021年，自美國宣告撤軍後，塔利班在阿富汗各地發動迅猛攻勢擊潰共和軍，最終瓦解共和政府並重獲政權，原本的北方聯盟則繼續據山游擊。
美軍於阿國駐兵數時有增減，2009年12月，時任美国总统的巴拉克·歐巴馬宣布於6个月内增兵3萬人，使在阿富汗的聯軍總數達到10萬。2011年5月，美軍發起斬首行動擊斃蓋達領袖賓·拉登後，於同年7月開始逐步撤出主力部隊，到2015年時當地美軍已減少至2,000人左右。2017年，唐納·川普總統上任後為對抗塔利班、伊斯蘭國成員的活動，往阿富汗增派4,000名士兵，使聯軍總數一度恢復至13,000人。
2020年，美國與塔利班簽署《多哈協議》，同意減少駐軍至8,000人，并开始分阶段撤军。2021年5月起塔利班發動軍事攻勢，並且迅速佔領阿富汗大部分的地區，2021年7月，在塔利班大規模攻勢尾聲階段，最後一批聯軍撤離阿富汗。最終塔利班武裝在8月15日攻陷首都喀布爾，反塔利班武裝在潘傑希爾山谷持續抵抗塔利班。

## 背景

### 阿富汗內戰
在蘇阿戰爭結束後，阿富汗形成由各邦游擊隊割據的局面，新上任的總統拉巴尼亦無法有效安撫其他派系，軍閥間內戰頻發。1994年，一名伊斯蘭學校教師穆罕默德·奥马尔率領學生們組成了基本教義派組織塔利班，於兩年間擊潰其他派別武裝，並在1996年9月打敗共和國政府軍入主喀布爾，控制包括首都在內的90%以上國土。
在前國防部長塔吉克族將領艾哈邁德·沙阿·馬蘇德率領下，共和國餘部與少數民族派系組成了北方聯盟盤據阿國東北山區。塔利班與北方聯盟曾在美國及聯合國的斡旋下兩次達成停火協議，然而兩次協議均只維持數月。直至2001年10月美國對阿富汗宣戰前夕，雙方仍處在交戰狀態。

### 導火線
2000年12月，聯合國安理會要求塔利班移送其庇護的蓋達組織首領賓·拉登到美國或第三國，以就1998年美國大使館爆炸案起訴他，並關閉阿富汗境內所有武裝訓練營，否則將對其制裁。
2001年9月11日，蓋達組織劫持民航客機衝撞紐約世界貿易中心北塔與南塔。隔日，联合国安理会全票通过第1368号决议，谴责在美国发生的恐怖主义攻击，认为該事件是对国际和平与安全的威胁，表示需采取一切手段對抗此類恐攻。之后，联合国安理会又全票通过了1373号决议，呼吁各国紧急合作，防止和制止恐怖主义行为。 此外於稍早的9月9日，北方聯盟領導人馬蘇德遇刺身亡，以上事件使美國國家安全會議判斷必須對塔利班政權採取軍事行動。
戰爭爆發前一週，時任美國總統的喬治·布什向塔利班政府發出最後通牒，要求他們：
- 將賓·拉登等基地组织高層成員交給美國；
- 釋放所有被監禁的外國人；
- 保護在阿富汗的外國記者、外交人員、支援人員；
- 讓美國人員檢查所有訓練營，證實它們全部被關閉。

塔利班政府則拒絕與美國對話，並指與非穆斯林領袖對話是對他們的侮辱。但他們也透過在巴基斯坦的大使館要求美國提供證據讓他們自行在伊斯蘭法庭起訴賓·拉登。後來他們提出把賓·拉登移送到中立國，但布什拒絕這些條款。

## 軍事行動

### 首輪攻擊

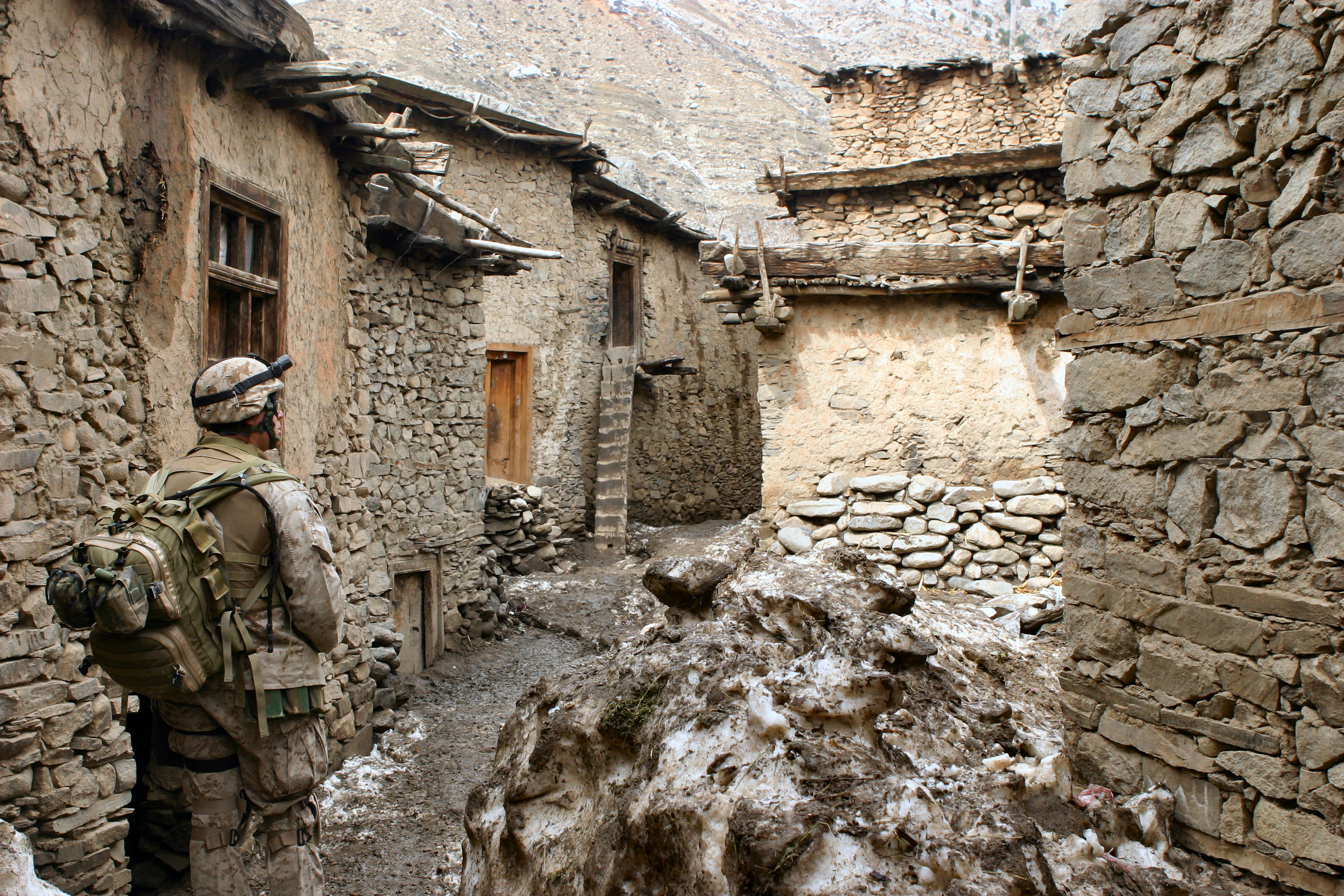
美國海軍陸戰隊第3團第3營掃蕩村莊

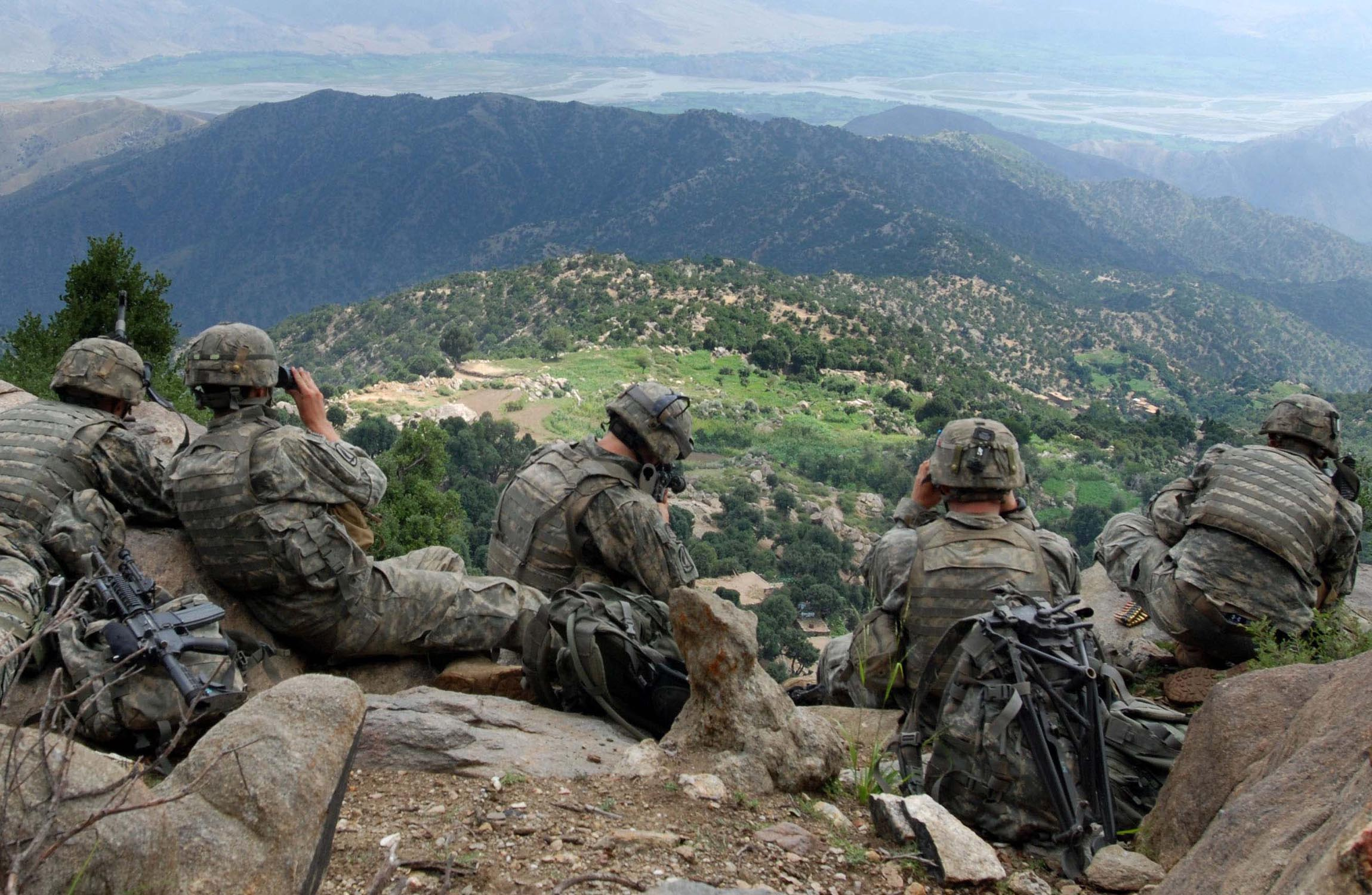
2006年時美國陸軍173空降旅的偵察兵在阿富汗庫納爾省

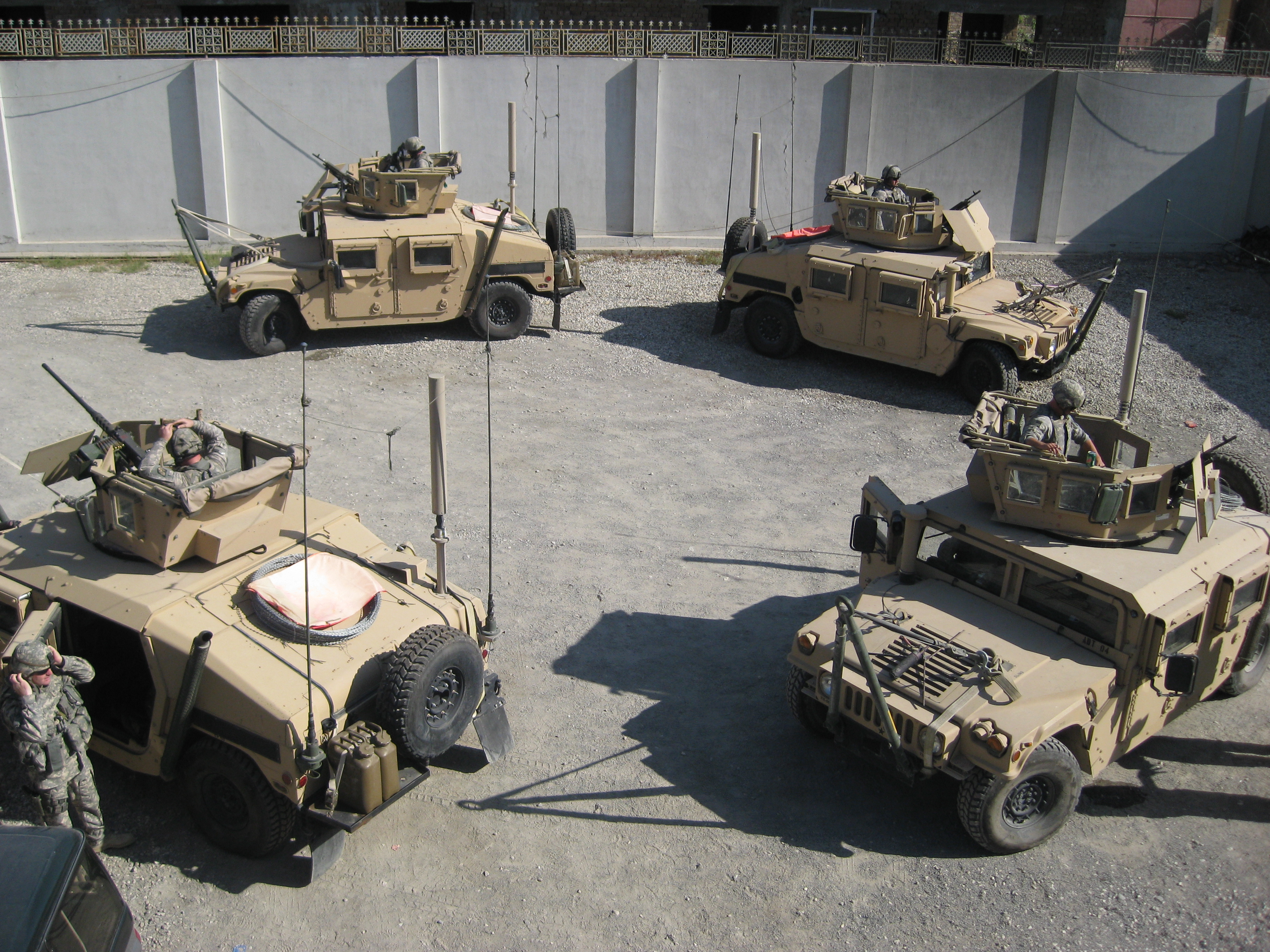
阿富汗的美軍悍馬車成防禦圈

早在2001年10月7日，美國和英國已組成聯軍進入阿富汗境內與當地的北方聯盟接觸，雙方其後達成協議，合作推翻塔利班政權，並在當天晚上進行空襲，攻擊塔利班和蓋達組織多個據點。美國指攻擊塔利班是要報復塔利班沒有答應美國要求交出賓·拉登，而當天塔利班隨即抨擊美國舉動是向伊斯蘭世界宣戰。美國在首輪空襲中採用了不同種類的武器，據美國軍方公布，共动用了50支導彈、15架戰機和25枚炸彈，同時美國還在空襲時投下大量救援物資，據美國聲稱這是为了賑濟空襲中受傷的平民。期間一段賓·拉登的錄音片段公開，賓·拉登指責美國这次的襲擊，卡達的半岛电视台稱該台於攻擊事件不久前就收到了這卷錄音帶，在錄音帶中，賓·拉登宣稱美國將會在阿富汗之戰失利，並且像蘇聯一樣崩解，同時賓·拉登號召伊斯蘭世界發起反抗非伊斯蘭世界之戰。

### 塔利班的撤退

#### 馬扎里沙里夫的地面攻勢
2001年11月9日，马扎里沙里夫战役开始。马扎里沙里夫在阿富汗北方是一個大型城市，塔利班在馬扎里沙里夫有較強的群眾基礎存在。美國轰炸机地毯式轰炸塔利班部隊的陣地。下午2時，北方联盟部隊攻下了城市的南部和西部，並且控制了城市的主要軍事基地和機場。战斗在4個小時后结束。到日落時分，塔利班残余部队向南部和东部撤退。战斗結束后，大批塔利班支持者被處決，在整個马扎里沙里夫开始出現抢劫。马扎里沙里夫战役后，北方联盟迅速拿下了北方地區的5個省份。塔利班在北方地區的势力开始瓦解。

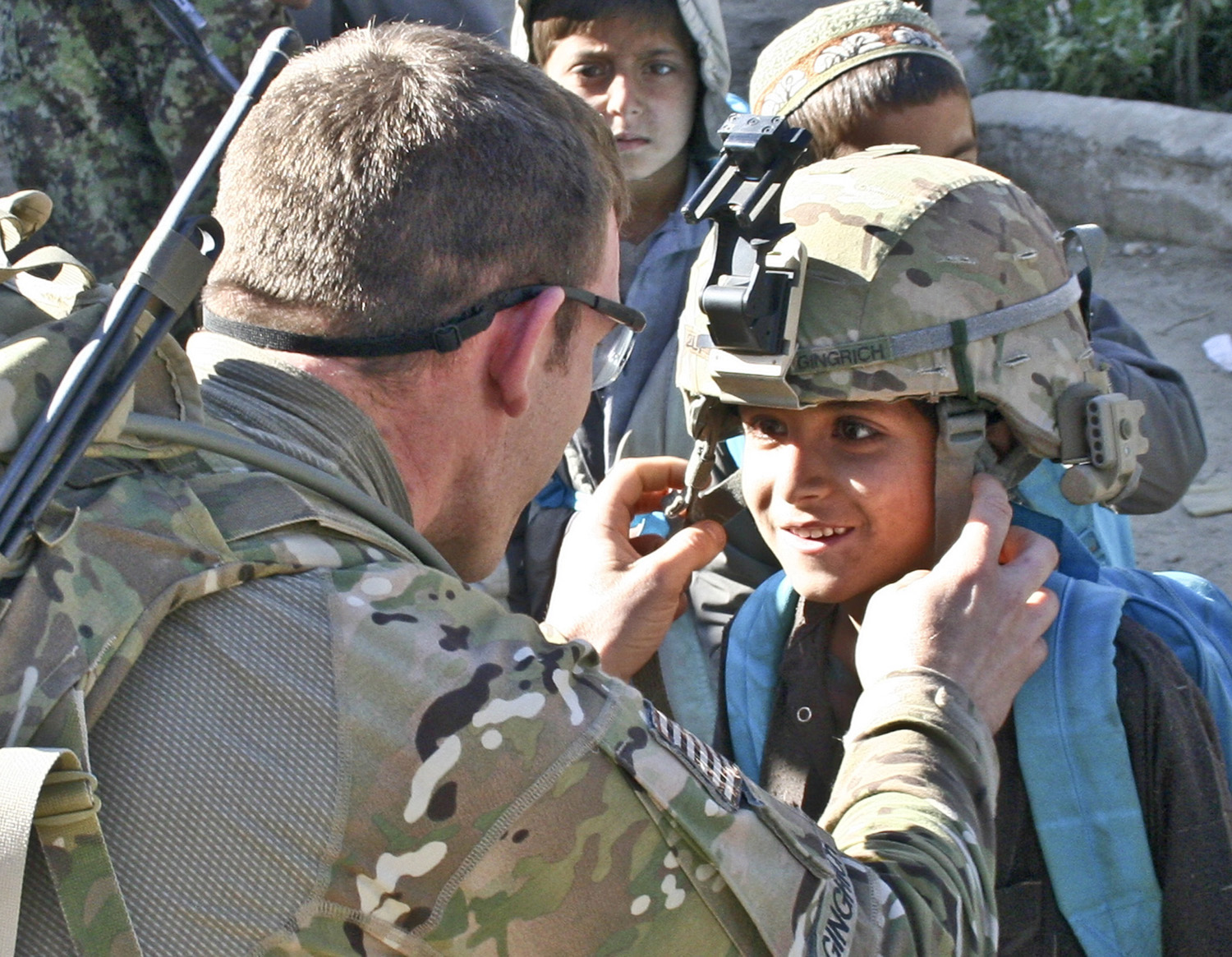
美軍將頭盔戴在阿富汗兒童的頭上

#### 攻占喀布爾
11月12日晚塔利班部隊在夜色的掩護下逃離喀布爾市，11月13日北方聯盟部隊抵達喀布爾市。市區只有炸彈坑和焚燒過的樹葉。一組大約20人的強硬阿拉伯武裝分子被發現藏身於市內的公園，隨後被消滅。
喀布爾的陷落標誌著塔利班在阿富汗全國的瓦解。在24小時內，所有的阿富汗沿伊朗邊境各省，包括關鍵的城市赫拉特，都被北方聯盟攻下。當地普什圖族指揮官和軍閥接管整個阿富汗東北部，包括關鍵的城市賈拉拉巴德。近1,000名塔利班的巴基斯坦志願者部隊死守北方戰線。到11月16日，塔利班在阿富汗北部最後一個據點被北方聯盟圍困。此時，塔利班主力已被迫撤回到阿富汗東南部坎大哈周圍地區。

### 森蚺行動
美軍的衛星照片情報顯示蓋達組織士兵在加德兹西面高2,740公尺的山脈中出沒，特戰部隊（SOF）又稱戰略偵察隊（Strategic Reconnaissance）稱該區為「雷明登屏障」，展開森蚺行動剿滅山區。該行動中美軍採用了包圍戰術，首先派兵佔領山谷的有利位置及阻止敵軍四處逃竄，再陸空合擊山谷北端掃蕩敵軍。整個行動從2002年3月3日到3月19日結束。
本行動總動員部隊：
- 160th SOAR空降特種團
- 各國特種部隊編成的第3特戰群
- 第10山地師第2旅第31步兵團2
- 第10山地師第1旅第87步兵團1
- 101空降師3旅187步兵團2

### 心理戰術

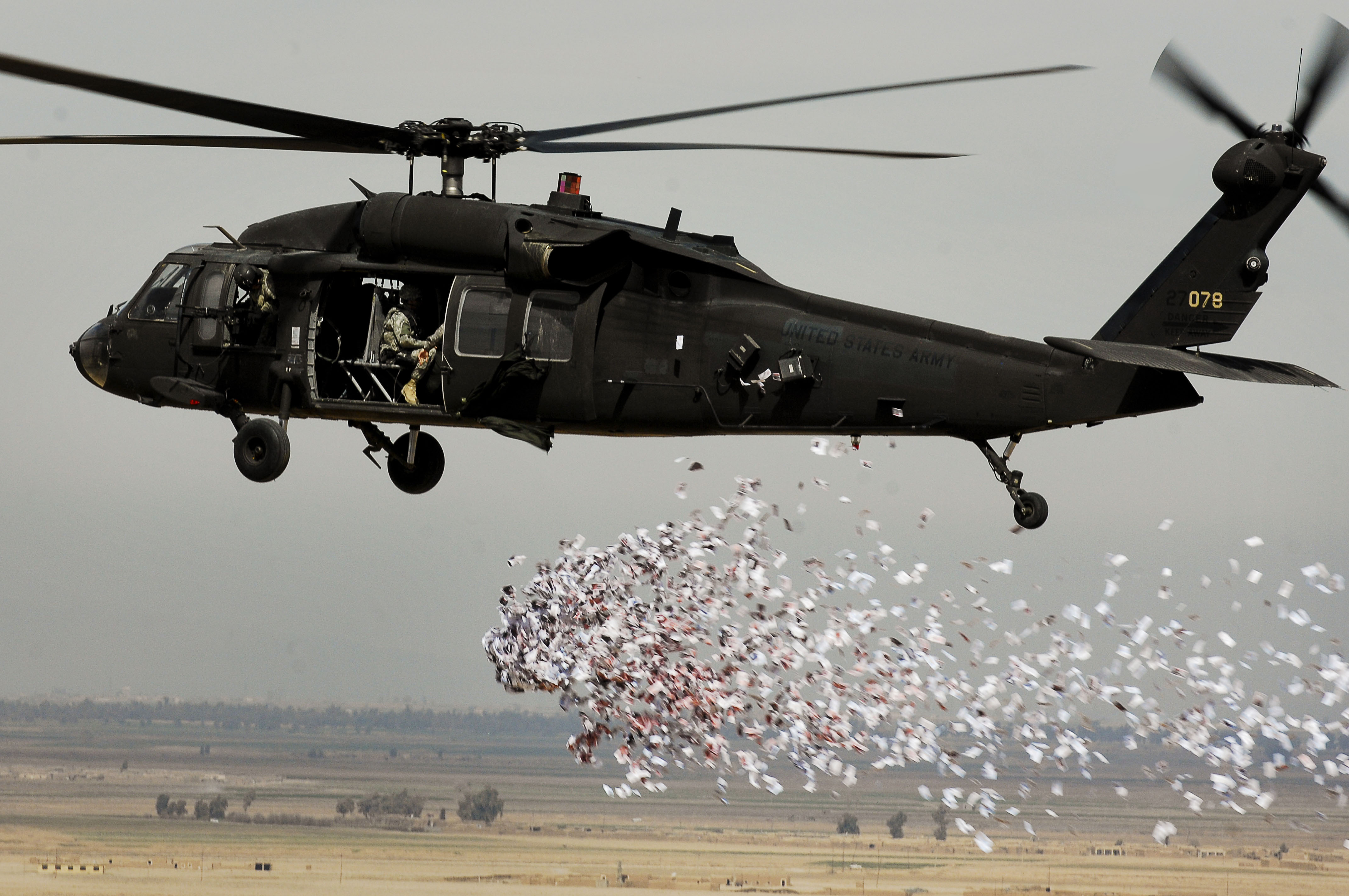
UH-60丟下宣傳單

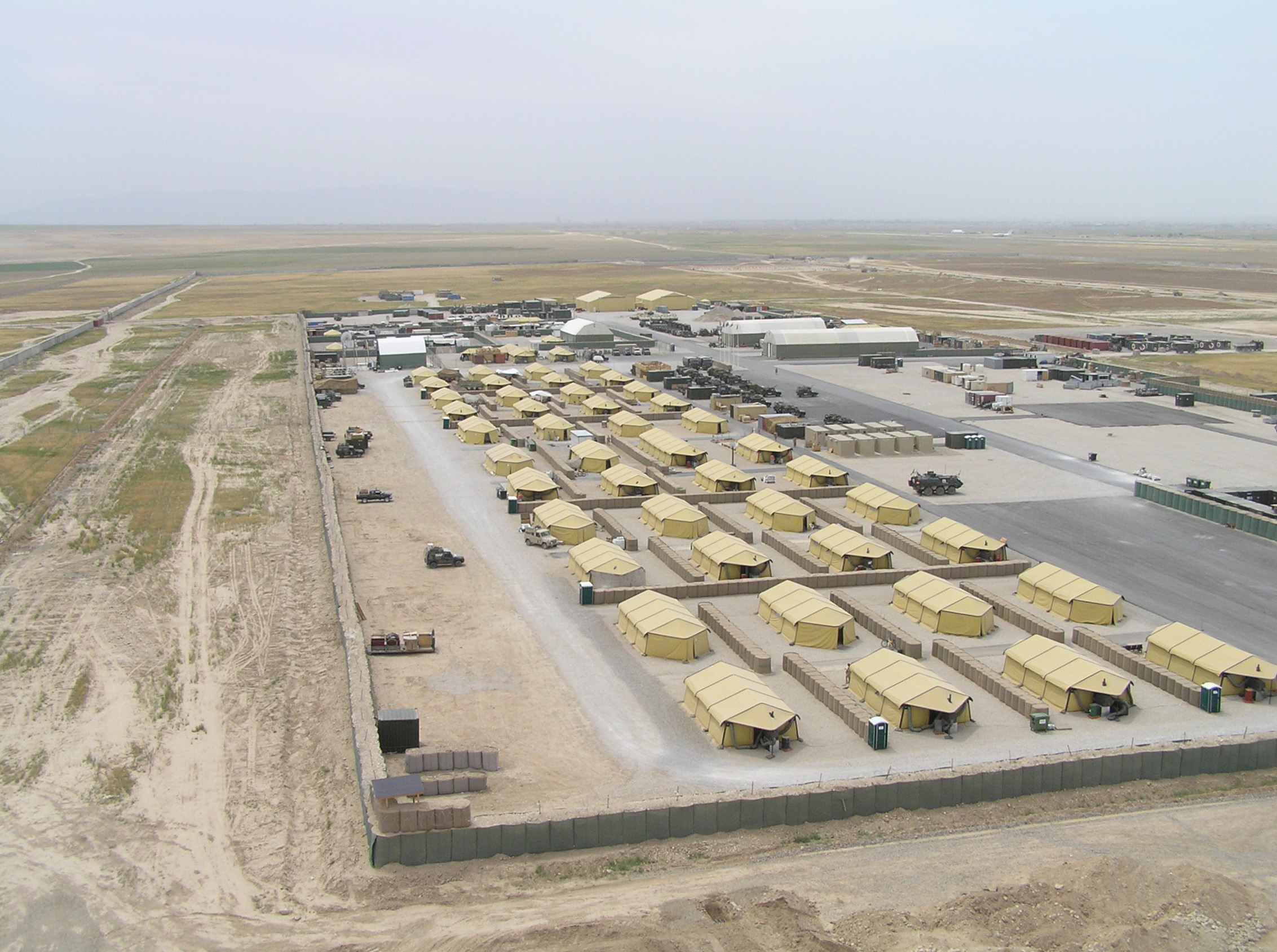
美軍阿富汗一處營區

2005年10月份「焚屍門事件」發生，塔利班武装分子聲稱驻阿美军利用焚屍當成心理戰術（根據穆斯林的傳統習俗，人死後應該土葬），美軍否認了該指控。當月21日美國記者會表示戰場上可能有所謂“虐尸”事件是属于卫生处理，不過火化屍體不符一些伊斯兰传统才會引起爭議，并非为了对塔利班或者阿富汗平民施加心理压力，已经成立了联合调查小组，对这一事件调查。虽然美軍在阿富汗確有一個心理戰單位「美国陆军第913心理战小组」，但并没有直接证据证明两者之间存在关联。

### 洩密事件
2010年8月份維基解密（Wikileaks）網站公布9.2萬份美軍內部的未公開資料；稱為「戰爭日記」內有大量文件和影音檔是士兵在戰場上拍攝或是國防部內部文件，來自美軍內應蕭爾斯·曼寧，內容有聯軍造成的平民伤亡的內容，设法消除负面报导的行动，和巴基斯坦三軍情報局（ISI）直接与塔利班接头“甚至打算暗杀阿富汗领导人”的内容，震驚世界，並於英德法三國報紙同一天以頭版頭條報導。
維基解密稱還有1.2萬份資料沒有公布，美軍並未否認內容真實，只是會同FBI展開調查洩密人員。

## 第二階段

### 北約佔領時期
2008年，當時美國在阿富汗的駐軍為3萬人，2009年人數增加至6萬5,000兵力，2010年，美在阿富汗駐軍人數突破10萬，2011年美國在阿富汗部署的戰鬥部隊人數達到11萬。
2011年至2016年，美军逐步从阿富汗撤离，北约部队亦然，他們將许多作战任务移交给阿富汗安全部队。美国和阿富汗之间签署一项双边安全协议，讓北约部队在撤军日期之后继续留下，協助咨询和反恐能力。北约驻军人数约13,000人，包括9,800名美国人，另外還有26,000名军事承包商人員。相对较少的美国人在那里执行空袭以及近距离空中支援（CAS）阿富汗军队。不包括CAS任务，估计自2015年1月1日以來，美国空袭造成2,600至3,400人死亡，估計其中的125至182人是平民。

### 美阿聯合維安時期
2014年12月28日，北约軍隊正式结束阿富汗的战斗行动，留駐的13,000人（其中美軍約11,000人）轉為執行安全任務與訓練共和國軍，阿富汗共和國政府在喀布尔举行仪式。
2015年9月底，塔利班攻入昆都士，但在次月撤出。
2015年全年阿富汗军人阵亡6,600多人，2016年截至11月12日止，阿富汗军人阵亡6,700多人。从2015年11月到2016年11月，政府控制区缩小了大约15%，在2016年底塔利班控制着全國約10%的人口，而阿富汗政府控制着全國大约三分之二的人口，其餘人口位於爭奪中的地區。
從2017年1月1日至5月8日期間，阿富汗安全部隊蒙受超過6,000人的傷亡。從2017年1月至2018年1月期間，阿安全部隊的人數減少了10.6%，主要是由於警察人數被削減。
唐納·川普接任美國總統後，解除過往奧巴馬政府对美軍施加的限制，以加強打擊恐怖分子的能力。2017年8月，川普批評巴基斯坦为塔利班和其它恐怖組織提供安全庇护，並表示美國一直在向巴基斯坦提供大量援助，巴國卻窩藏美國正在打擊的恐怖分子，川普宣稱「这必须改变。而且必须立即改变」。

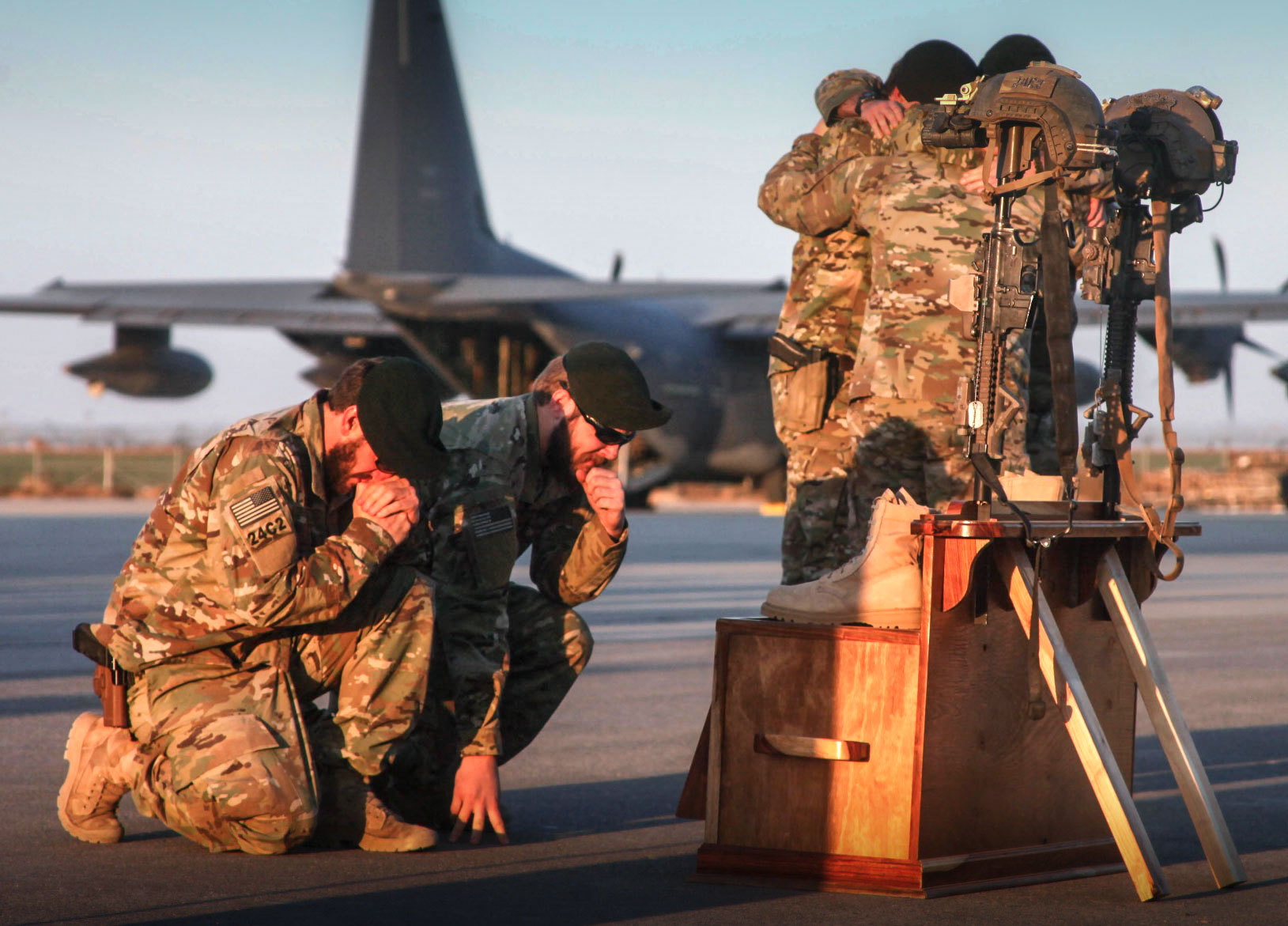
美軍特種部隊官兵在機場為陣亡的兩名弟兄默哀(2016)

阿富汗政府宣稱其部隊在2017年打死13,600名叛亂分子，另外拘捕了2,000名叛亂分子。
在2016年4月至2018年7月期間，阿國安全部隊有約14,000人陣亡。2018年11月，阿富汗總統阿什拉夫·加尼表示從2015年起阿安全部隊已損失近29,000人。
2018年8月1日，在遭到塔利班攻擊後，超過150名伊斯蘭國分子在朱兹詹省向阿國政府軍投降。

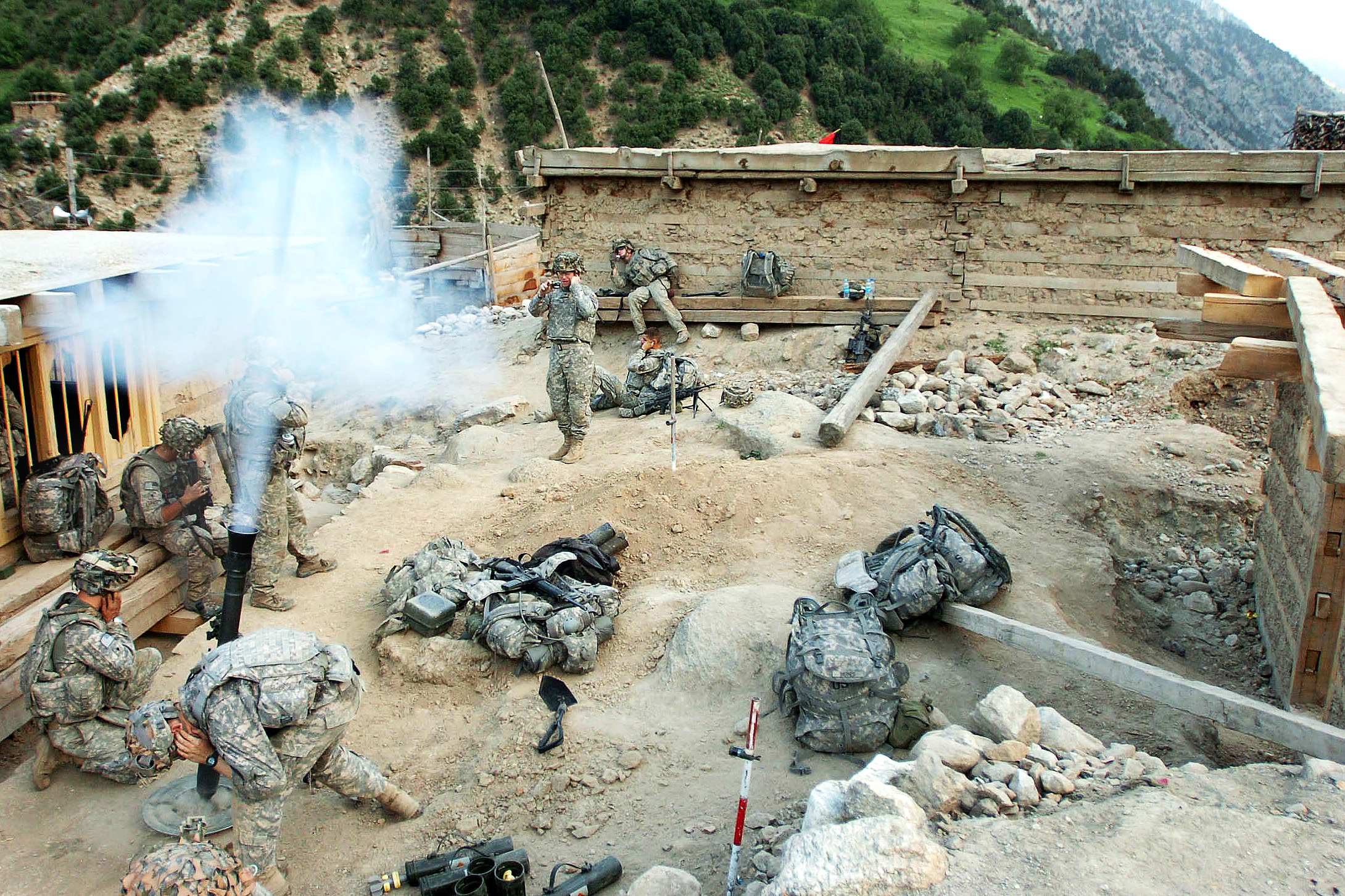
美國迫擊砲發射

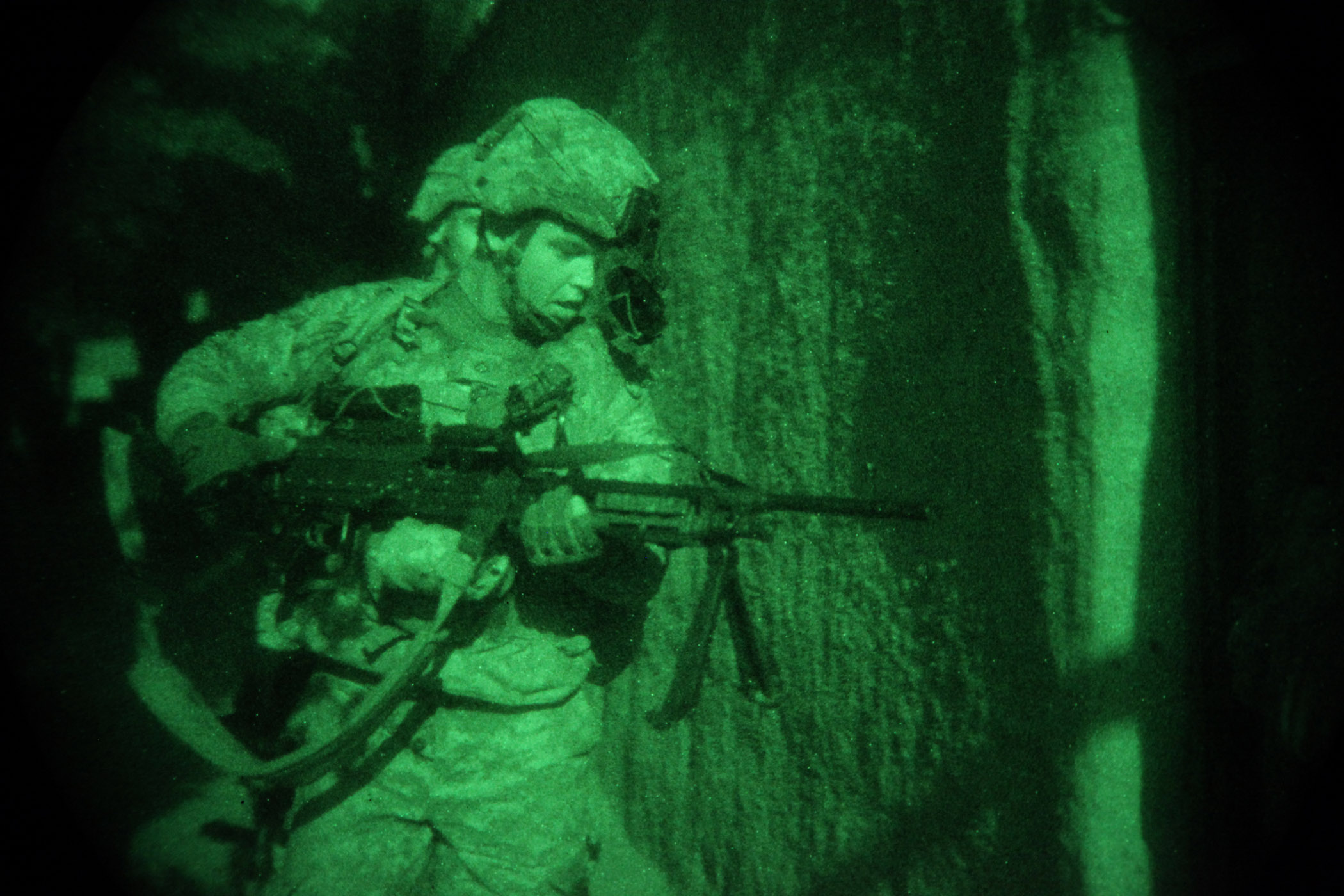
夜間突襲戰的美國兵

2019年10月27日，美军和阿富汗安全部队在坎大哈省和法里亚布省执行联合军事行动，造成80多名塔利班分子丧生。
2020年2月29日，经过多轮谈判后，美国与塔利班在卡塔尔签署结束阿富汗战争的和平协议。协议重要内容包括；美军将会在135天内逐步撤军，将驻扎兵力从1万2000人降至8600人；塔利班则承诺不再发动针对阿富汗政府的袭击；阿富汗政府则认同塔利班的人权和地位。 阿富汗政府在与塔利班的协议中，塔利班同意释放1,000名阿富汗士兵，而阿富汗政府将释放5,000名塔利班囚犯，但阿富汗政府保留释放塔利班数千名囚犯的谈判，原因是塔利班囚犯之中包含具有危险思想的人员。3月2日，塔利班与阿富汗政府就囚犯问题打破承诺，发动恐怖袭击攻击阿富汗宪兵部队，但强调不会攻击外国部队。隔日，美军展开回应塔利班的军事行动，对塔利班发动小型空袭，但和平协议并没因此中断。
阿富汗政府因为2019年总统选举结果，引发政治危机。争取连任的阿什拉夫·加尼·艾哈迈德扎伊和时任首席执行官阿卜杜拉·阿卜杜拉争选总统职位。最终加尼获得50.64%选票，阿卜杜拉获得39.52%选票，欧盟在次日宣布承认加尼胜选。阿卜杜拉指责选举舞弊，宣称自己获胜，要组建一个「平行政府」与加尼对立。3月6日，伊斯兰国在首都喀布尔举行的一场集会发动恐袭击，导致至少32人死亡。3月9日，加尼与阿卜杜拉在两个不同地点，分别宣誓就职总统职位，引发阿富汗政局动荡。美国为挽救与塔利班的和平协议，尽最大努力协调阿富汗2位总统与塔利班的矛盾，但彊持在释放塔利班囚犯的问题上，使得和平协议进程停滞不前。8月13日，阿富汗当局宣布开始释放谈判中的400名塔利班囚犯，得以继续启动和平谈判。
9月12日，阿富汗政府与塔利班在卡塔尔首都多哈展开历史性谈判，以寻求终止近20年的阿富汗战事。也是自2001年阿富汗战争开战以来，阿富汗与塔利班首次展开谈判。但在谈判进展缓慢之际，阿富汗昆都士省汗阿巴德地区的阿富汗军阵地于9月19日遭到袭击，阿富汗军方随着也以数波空袭回击，炸死30多名塔利班战士，包含2名指挥官。但塔利班则发布声明否认战士遇袭，并声称有23位平民丧命。阿富汗国防部宣称在得知塔利班说法，将会进行调查。阿富汗总统加尼呼吁塔班利因人道理由停火。自9月12日谈判开始以来，塔利班与阿富汗政府在各地频频爆发冲突。阿富汗内政部发言人塔里克·阿里安（Tariq Arian）在9月21日表示，在过去的一周中，塔利班的袭击在24个省中杀死了98名平民，另外230人受伤。阿富汗国防部官员指出，阿富汗境内至少有57名阿富汗安全部队成员和80名塔利班战斗人员丧生。

### 塔利班攻勢與美軍全員撤退
2021年3月5日起，美国阿富汗和解问题特别代表与塔利班团队在卡塔尔首都重新开始和平谈判。
6月28日，阿富汗2个省份的4个区域中心被塔利班控制。
7月13日，阿富汗聲稱打死267名塔利班武装人员。
8月7日，塔利班在3日內連奪5省，政府軍不戰而退。
8月12日夜，坎大哈、加茲尼、赫拉特均被塔利班攻克，塔利班武裝已經推進至距離喀布爾僅有130餘公里的要衝。同日，英美等國皆稱很快會撤離大使。截至當天塔利班已經總計攻陷11座省會城市，塔利班武裝可謂兵臨喀布爾城下。。
8月13日，塔利班再克拉什卡尔加與佩爾埃阿林兩座重鎮，距離喀布爾僅有50公里，政府軍已兵敗如山倒。此時美軍於喀布爾國際機場部署3,000兵力協助撤僑，挪威大使館宣布關閉，而法國大使館也已經縮減人員規模至最低。
截止8月14日，政府軍仍然掌握的重要城市除了喀布爾外，尚餘北部的马扎里沙里夫以及巴阿邊界的贾拉拉巴德。而西北部的重鎮瑙堡在當天已經被佔領，而恰赫恰蘭則不戰而降。
同日，美國轟炸了坎大哈機場，炸死了幾名塔利班民兵。

#### 喀布爾淪陷
8月15日下午，塔利班攻入首都喀布爾，控制喀布爾大學，並正與阿富汗政府談判，要求後者和平投降。美國駐喀布爾的核心團隊成員工作地點轉到喀布爾機場，而目前留在喀布爾的美國大使館人員低於50人。而其他國家駐喀布爾大使館正在「以有限人力在合適地點運作」。
阿富汗代理內政部長米爾薩瓦爾當日宣布：「政權將和平轉移，安全部隊會確保喀布爾安全」。而阿富汗總統阿什拉夫·加尼·艾哈迈德扎伊將會在幾小時內宣布辭職，並且與塔利班的臨時政府相對接。
塔利班領導人已經下令在喀布爾避免使用暴力或者傷害平民，並讓任何選擇離開的人安全離開。他還要求婦女前往受到保護的地區，並且要求塔利班的部隊暫緩進入喀布爾。
8月16日下午，塔利班聲稱由於政府軍與警察已經逃離，所以應市民要求進入喀布爾維持秩序，喀布爾市區已經完全被塔利班控制，數以萬計的阿富汗平民湧入喀布爾機場尋求撤離途徑。
8月17日，阿富汗共和國第一副總統阿姆魯拉·薩利赫宣布依據阿富汗憲法就任臨時總統。稍後阿姆魯拉·薩利赫與艾哈邁德·沙阿·馬蘇德之子艾哈邁德·馬蘇德聯手，於目前由北方聯盟支持者所控制的潘傑希爾，組成民族抵抗阵线，並宣示將持續對抗目前塔利班政權。當天大約在同一時間，阿富汗國民軍的殘餘力量在艾哈邁德·馬蘇德的鼓舞下，開始集結在潘傑希爾山谷，並成功奪回先前由塔利班所佔領之帕爾旺省首府恰里卡爾，預備與目前佔領喀布爾的塔利班政權進行長期對決。
9月6日，塔利班宣布基本控制共和國殘餘派系民族抵抗阵线佔據的省分。

## 谈判歷程
2000年，塔利班的幕后领导穆罕默德·奥马尔对中国驻巴基斯坦大使陆树林保证，塔利班不会“允许任何组织用其领土从事任何反对中国的活动”。他希望換取中国对塔利班的政治支持。巴基斯坦《国际新闻报》援引阿富汗伊斯兰新闻社的报道说，两名塔利班代表曾在2014年11月訪問北京政府，後者試圖與塔利班就安全問題進行談判合作，其時中國正著手投資阿富汗境內的艾娜克銅礦、及鄰國巴基斯坦的縱貫石油運輸路線。
2015年7月7日，阿富汗政府和塔利班代表在巴基斯坦首都伊斯兰堡附近举行和谈，中美都派代表参加。这是阿富汗政府与塔利班之间的首次官方和谈。
2015年2月，路透社报道说，因为阿富汗、巴基斯坦和最近表态愿意帮助有关方面对话的中国的作用，塔利班“表示愿意在喀布尔开始和平谈判”。一名阿富汗塔利班的高级成员从卡塔尔通过电话对路透社记者说，塔利班谈判代表周四将在卡塔尔和美国官员会谈。但在华盛顿的美国白宫女发言人否认美国正和塔利班谈判。
2019年8月3日，塔利班在卡塔尔的政治总部发言人夏亨表示将与美国开始一场正式谈判。2019年9月，经过近一年的直接谈判后，美国阿富汗和谈特使哈利勒扎德（Khalilzad）几乎与塔利班达成签署一项和平协议，内容包括美国最大程度地从阿富汗撤军，以结束在阿富汗旷日持久的作战。
但在和平谈判前，在阿富汗发生包括一名美军士兵在内的12人被炸死事件后，美国总统特朗普中止了与塔利班的谈判。
2019年10月22日，塔利班发言人沙欣（Suhail Shaheen）在社交媒体上发布消息，称应中方邀请，新一轮的阿富汗和平谈判将于下周在中国举行，阿富汗局势的各相关方都会以私人身份出席会谈，商讨该国和平进程。美联社10月22日报道指出，上周末美国防长埃斯珀访问了阿富汗，表示“希望能够达成一项政治协议”。美国在2019年10月28日表示，欢迎中国提出的举行阿富汗政府与塔利班北京新会谈的提议。

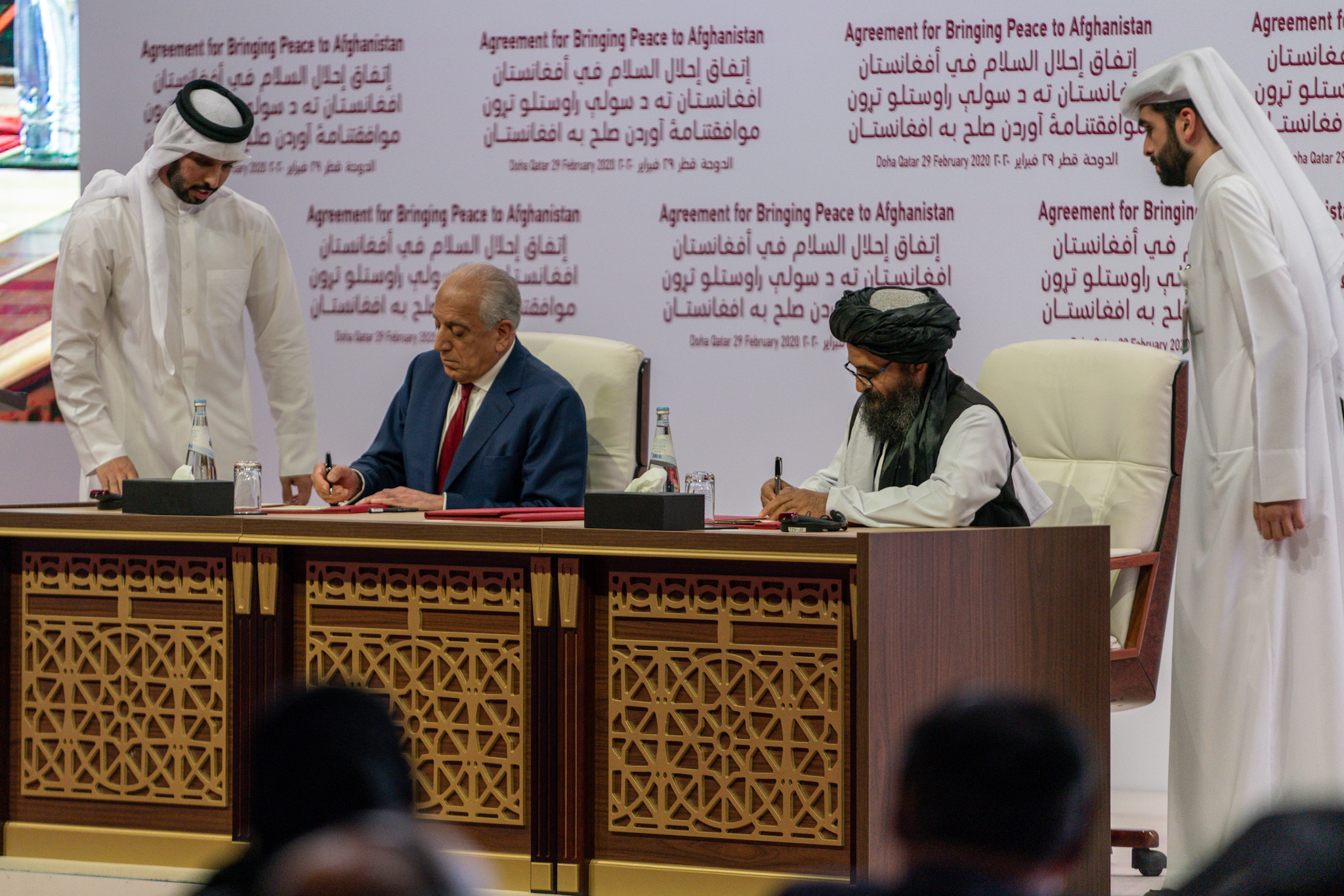
美国阿富汗问题特使哈利勒扎德与塔利班代表签署和平协议

2020年2月29日，据当地媒体报道，美国和阿富汗塔利班29日在卡塔尔首都多哈签署了旨在结束阿富汗战争的“使阿富汗恢复和平”的和平协议。根据协议，美国将开始逐步减少其在阿富汗的驻军，驻扎在阿富汗的外国军队有望在14个月内全部撤出。塔利班则承诺不再让阿富汗成为恐怖分子的庇护所。
2020年，据美联社报道，当地时间9月12日，阿富汗政府和塔利班的直接和平谈判在卡塔尔首都多哈举行，旨在结束长达近20年的战争。这是自2001年阿富汗战争爆发以来，双方的首次谈判。
2021年4月14日，美国总统拜登宣布，美军将于5月1日開始最后阶段的阿富汗撤军，並於9月11日前完成所有撤军行动。北约组织联军同樣从5月1日开始撤离阿富汗。《時代雜誌》認為，現在撤軍可能引起人道主義災難。

## 參戰方

### 阿富汗政府
2016年阿富汗政府軍和警察在表面上合共有32萬人，實際人數遠低於此。
2016年8月，美國政府屬下的阿富汗重建特別監察長致函美國國防部，指出阿富汗安全部隊內，利用不存在的人員侵吞軍餉的現象嚴重，領薪的「幽靈士兵」和「幽靈警察」數以萬計。赫尔曼德省的官員表示在該省的安全部隊有多達一半的領薪人員實際上不存在。北約官員批評一些阿富汗官員貪污腐敗、領導無方，可是若加以嚴格管控，又會引致部隊補給不足和士氣低落，一些心生不滿的軍警帶同這些大量武器叛逃，加入塔利班。

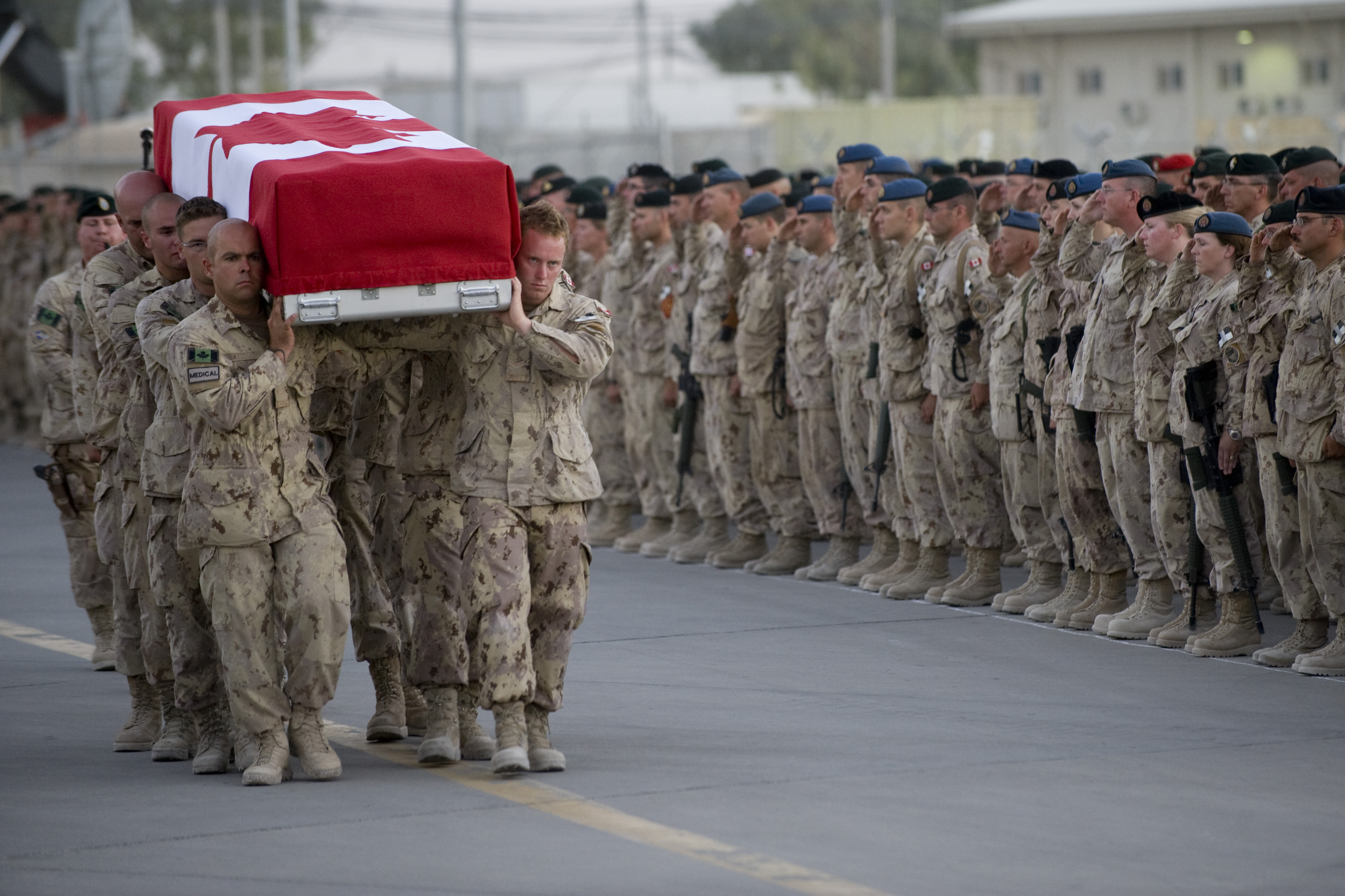
加拿大军队運回阵亡者

阿富汗總統2018年底表示近4年來政府軍部隊已經死亡近3萬人，傷殘者不計，而軍人月薪約200美金，政府曾於2015年公布安全部隊傷亡數據為5,000人死亡、1.5萬人負傷。

### 塔利班
塔利班經過十幾年的反撲戰鬥加上農村地區支持，充分利用阿富汗地形特徵和宗教動員，逐步攻佔近一半領土，美國扶植的新政府軍慢慢轉守勢。
2018在联合国召开的援助阿富汗议会期间，塔利班再一次发动了炸弹袭击，导致56名阿富汗士兵陣亡、300多人受伤。美军向塔利班提出6个月的停火协议也遭到了拒绝，这已经是塔利班第3次拒绝美军的停火要求。
同時持續不斷的游擊戰埋伏襲擊政府車隊，例如2018年11月25日阿富汗西部法拉省，整支警察車隊被伏擊戰大舉消滅。此類事件層出不窮，塔利班神學士武裝企圖使用游擊戰術由點連接成面，对当地安全部队和政府官员进行近乎每天一次的袭击，最後上升為戰略態勢，吸引越來越多穆斯林加入其和美國基督教的聖戰。其在卡塔尔建立了办事处並稱為是流亡政府所在，小國卡塔尔意圖在回教世界所有相關事務中扮演協調方角色，所以與塔利班有部分默契存在，其實塔利班並非完全沒有國際視角的鄉下游擊隊，其也利用大國競爭態勢與中国及更多國家展開接觸，透過引進更多外部勢力來平衡美國話語權。
根據阿富汗重建特別監察長的報告，截至2018年1月31日塔利班已經占據59個縣（佔總數約14.5%），另有119個縣（29.2%）陷於雙方爭奪中，塔利班同時繼續向城市地區製造爆炸案和游擊進攻。2019年4月30日美軍宣布日後不再公佈雙方領土人口對比，更是引發一輪質疑是否是數據逆轉所以不敢再公佈。早在2017年8月英國BBC一項自主調查發現塔利班在70%領土上可以非常活躍的活動，基本視美軍如無物也無人可奈何，而這些地區人口已近全國一半，而同年8月北約卻公佈塔利班只在44%領土活動，兩者相差巨大在2017年就已經引起BBC關注。同時他們調查發現伊斯蘭國開始出現在10%的領土上，似乎與塔利班有共存關係。

### 美軍
從歐巴馬政府後期到川普任內，美國的阿富汗戰略發生轉變，意圖逐漸從阿富汗脫身，轉為共和國政府和塔利班之间的調節者。然而談判屢次受挫，華府也越來越難以接受在消耗漫長時間、上萬士兵傷殘和上兆美金代價後，戰爭最終以一種極度不利美國的方式結束，這種兩難使美軍長期以來無法從阿富汗抽離。
2018年後川普政府专注于与塔利班达成政治解决方案，回應了塔利班的要求派出特使扎尔迈，雙方举行了直接会谈，改變了十多年前將之視為絕對恐怖組織并拒絕談判的立場。此時美國社會役普遍對阿富汗戰爭感到不耐烦、不知目的為何，華盛頓戰略界則認為應該儘早從阿國抽出資源，以應對大國競爭和伊朗、北韓的壓力。
2018年11月美军最高军事指挥官邓福德发表声明称，经过17年的不断战争，美军没能战胜阿富汗塔利班组织，美國新任阿富汗和解事務特別代表扎尔迈2018年11月18日説希望阿富汗政府與塔利班明年4月20日前達成和平協議。此等同宣告美國已經接受無法消滅塔利班的事實，但至今各種談判沒有結論，如果真有戰後時代來臨，塔利班也將成為一股政治力量長期存在阿富汗，成為一股極端的隱患勢力，雖然美國想將塔利班轉型為一個政黨將來與扶植的政府成為一種兩黨政治，塔利班鷹派則自認只要複製越戰模式耗到美軍無法忍受而撤退時，便能直接攻入大城市重奪政權。
美國也透過軟性手段推動計畫，例如委任具有穆斯林傳教士「哈克」協助阿富汗政府，以遊說塔利班組織進行和談，由於塔利班創始人歐瑪曾於他創立的神學院就學，因此哈克也有「塔利班之父」的稱號。但2018年下旬，哈克在巴基斯坦被刺殺身亡，表明塔利班中的強硬派依然掌有行動能力，且中東相當大一部分穆斯林對美國是拒絕談判態度並對塔利班有同情心理，所以即使在巴基斯坦也能找到合作對象準確定位暗殺目標，並產生恫嚇效應警告任何想與美軍達成和解的人士。

#### 駐軍成本
2014年，美國國會一份研究報告指至該財政年度為止，美國總共在持久自由行動中花費了6860億美金。
美國國會檔顯示，截止到2017年年底，美軍在阿富汗的行動至少消耗美國納稅人2.4兆美元。其中1.5兆美元與作戰直接相關。

#### 美军伤亡
- 2010年5月28日美军阵亡数字达到1,000人。据美联社统计，该月已有32名美军士兵丧生于阿富汗[105]。
- 2011年8月6日，22名美军特种部队官兵所乘坐的支努干直升机在阿富汗中部瓦尔达克省赛义德阿巴德地区执行清剿塔利班的军事行动中坠毁，包括机组人员在内，造成38人遇难，遇难者中包含30名美军官兵以及另外7名阿富汗军人丧生。除了22名海豹部队战士外，机上美军还包括美國空軍空降搜救組，空中管制员与机组成员，其中有3名空军航管人员，1只军犬和它的训练员，以及1位文职通译和机组员，其他人身份不详。一名联军官员称，直升机遭一枚肩扛式火箭推进榴弹直接击中而坠毁[106][107]。这起坠机事件是战争爆发以来，驻阿富汗国际部队死亡人数最多的单一事件。先前，死亡人数最多的单日为2005年6月28日，当时有16名海豹突击队员和陆军特种兵混乘的一架直升机在阿富汗东部遭地面火力袭击坠毁，16人全部死亡[108]。

截至2021年，阿富汗戰爭导致美军2,200多人死亡、約2万人受伤、花費達1万亿美元。
- 截至2018年底，總計有超過2,400名美軍人員在阿富汗喪生[110]。
- 截至2019年9月，北约在阿富汗战争中阵亡的部队人数近3,500人[111]。

## 戰後影响

### 阿富汗平民伤亡
據聯合國報告，平民傷亡人數，從2006年的929人，上升至2008年的2,000人。
- 大赦国际调查表明2006年有756名平民死于塔利班的自杀炸弹和路边炸弹并认为“是为了制造恐惧”。[112]
- 根据联合国驻阿富汗援助团的统计：
  - 2007年阿富汗死于暴力袭击者超过了8,000人，其中1,523人为平民。死亡平民中630人死于阿富汗政府军和驻阿外国部队的误杀，893人死于塔利班的自杀性爆炸和路边炸弹等袭击事件。其余死者中约6,000余人为塔利班等反美武装人员。
  - 2008年死于阿富汗暴力袭击者超过了6,000人，其中1,988人为平民。死亡平民中828人死于阿富汗政府军警和驻阿外国部队的误杀。1,160人死于塔利班制造的暴力袭击。其他死者中绝大部分为塔利班。但当年由北约医疗机构提供的数据指出，死于北约军队袭击的平民为97人，死于塔利班袭击的平民为973人。2008年10月24日超过1,000名阿富汗人在米塔拉姆上街游行抗议塔利班的士兵杀死26名青年，塔利班声称这些人是阿政府的新兵，但是阿政府官员说他们都是去伊朗找工作的平民[113]。
  - 2009年76%的阿富汗平民伤亡是塔利班造成的[114]，阿富汗人权协会称塔利班对平民的攻击是战争罪行[115]。联军并且声称塔利班故意将平民赶进被定为空袭目标的建筑以给联军制造丑闻[116]。
  - 在阿富汗的伤亡人员中，大多数主要由政府军和支持政府的武装导致，其中有70%伤亡人员被归咎于“反政府分子”。2014年，阿富汗的平民伤亡数字为10,548例，这是自2009年以来所记载的最高平民伤亡数字，其中平民死亡数字为3,699人，受伤人数为6,849人[117]。据统计，自从2009年以来，阿富汗武装冲突总共造成的平民伤亡数字为4万7,745例。2017年，阿富汗的冲突造成10,453名平民因伤亡，其中包括3,438人死亡和7,015人受伤[118]。2019年，联合国记录了3,403名平民被杀害、6,989人受伤[119]。2020年上半年，联合国援助团共记录了3,458起平民伤亡事件，其中1,282人死亡、2,176人受伤[120]。

- 2012年3月，阿富汗南部发生潘杰瓦伊枪击案，造成16名阿富汗平民死亡。
- 2019年1至3月，外国军队和阿富汗政府军致死的平民人数多于死于塔利班和其他武装组织的平民人数，這在阿富汗战争爆发以来是首次[121]。
- 2020年11月，澳大利亚国防军总督察保罗·布雷顿（英语：Paul Brereton）公布的调查报告显示，2005年至2016年间，25名澳大利亚现役和前特种部队士兵（大多为空降特勤队成员）涉嫌在阿富汗参与23起非法杀戮事件，导致39名无辜平民和俘虏被杀害，另有2人被虐待[122]。
- 截至2021年，超过10万阿富汗平民伤亡[109]。
- 2021年8月25日，据布朗大学"Costs of War"项目数据，2001年10月至2021年4月间阿富汗战争的平民死亡人数为47,245人[123]。

### 难民
自北约组织的大部分部队已经在2013和2014年撤离后，阿富汗叛军和政府军之间的战斗更加激烈，恐怖主义活动也更加猖獗，平民死伤人数不断上升，其中妇女和儿童人数大增。数以万计的难民前往欧洲寻找新天地，但欧洲各国对此保持不同立场，一些国家则遣返难民回国或提供难民返乡津贴，以鼓励难民回国，而遣返难民在欧洲各国一直存在争议。其中，德国在2015年至2017年底，一共拒绝了82358名阿富汗难民提出的避难申请。2013年1月，联合国估计有547,550名国内流离失所者，比2012年1月估计的447,547名国内流离失所者增加了25％。2019年，巴基斯坦和伊朗作为世界主要的难民收容国之一，收容大约400万来自阿富汗的难民。

### 毒品贸易
从1996年到1999年，塔利班控制了阿富汗96%的罂粟田，使鸦片成为其最大的收入来源。鸦片出口税也成为塔利班收入的主要支柱之一，为战争提供了武器，弹药和燃料，同时阿富汗毒品走私问题也成为长年以来世界各国一项头痛的问题。《纽约时报》上，统一战线财政部长瓦希杜拉·萨巴旺（Wahidullah Sabawoon）宣布塔利班没有年度预算，但“似乎每年花费3亿美元，几乎全部用于战争”。他补充说，塔利班越来越依赖3种货币来源：“罌粟，巴基斯坦人和奥萨马·本·拉登”。
到2000年，阿富汗估计占世界鸦片供应量的75%，2000年，阿富汗的鸦片供应量为82,171公顷（203,050英亩），估计为3,276吨。随后，阿富汗禁止鸦片种植，估计产量从1,685公顷（4,160英亩）降至74公吨。一些观察家说，这项禁令是为了提高鸦片价格和增加出售大量现有库存的利润而发出的，以求在联合国获得国际承认。1999年的收成创历史新高，其后在2000年有所减产，但产量仍然很高。 2000年和2001年继续贩运积累的库存。2002年，联合国提到“在前几年丰收期间积累了大量的鸦片剂”。2001年9月，在9月11日对美国发动袭击之前，塔利班据称授权阿富汗农民再次播种鸦片。
到了2005年，阿富汗的鸦片产量占世界的90%，其中大部分被加工成海洛因，并在欧洲和俄罗斯出售。2009年，英国广播公司（BBC）报告说：“联合国的调查结果表明，价值650亿美元（合390亿英镑）的鸦片市场为全球恐怖主义提供了资金，迎合了1,500万毒品成瘾者，每年杀死10万人。” 美国官员表示，赢得阿富汗反毒品戰爭是赢得阿富汗反恐战争不可或缺的一部分，要求在国际上为消除毒品的努力提供援助。
2017年，阿富汗的毒品走私交易的产值为41至66亿美元，占国内生产总值的20%至32%，鸦片经济的产值迄今已超过阿富汗2016年合法商品和服务的出口额，占国内生产总值的7%。2018年，阿富汗的罂粟种植 约为32.8万公顷，比2016年的20.1万公顷增长63%。

## 反应
2005年的一项调查显示，阿富汗民众在反对塔利班的同时，对联军的支持有着明显的下降。同时民众也对外国军队基地很反感。
2009年6月，BBC的民調稱69%的阿富汗民众认为美军至少应当消灭塔利班。
哈米德·卡爾扎伊的親近副手，律師 Gulbadshah Majidi 说：“如果派来新的部队驻在平民区，当他们撤走时也只会让平民受到塔利班的杀害。”“也只会增大阿政府与平民的距离。”这场战争从2001年起就一直是外国和美国民众反复示威抗议它是侵略战争的对象。

## 戰爭罪行指控
联军在阿富汗驻扎期间被指责涉嫌触犯战争罪行。2017年下半年，国际刑事法庭检察官本苏达表示，有合理的理由说明有人在阿富汗犯下战争罪和反人类罪，暗指要調查美國的戰爭罪刑責。2018年美国国家安全顾问约翰·博尔顿稱如果国际刑事法院推进任何针对美国和以色列人员調查將對国际刑事法庭特定官員實施制裁，也對法院實施制裁。国际刑事法庭事後表示，不会因为美国日前发出的威胁而被吓住。2021年，国际刑事法庭检察官卡里姆·艾哈邁德·汗（Karim Ahmad Khan）宣布指資源有限，因此決定縮小調查範圍，將重點放在塔利班和伊斯兰国上，排除調查美國軍隊和阿富汗前政府。
根據英國廣播公司一項調查顯示，在阿富汗的英國陸軍特種空勤團（SAS）人員多次在可疑情況下殺害俘虜和手無寸鐵的人，其中一支中隊可能在為期六個月的行動中非法殺害了54人。另外，澳大利亞精銳部隊軍人亦被指曾在阿富汗戰爭期間非法殺害至少39名人員，詳見布雷頓報告。
2021年8月28日，美軍空襲一輛相信載有ISIS-K成員的汽車，後來證實死者全是平民，其中包括7名兒童。美國國防部其後決定不處罰任何人，引發爭議。

## 相关文艺作品

### 电影
- 《紅翼行動》
- 《12猛漢》
- 《戰爭機器》
- 《2023 絕地營救》

### 小說
- 《美國狙擊手：美國軍事史上最致命狙擊手的自傳》
- 《孤獨的倖存者》

### 電子遊戲
- 《真實計劃》
- 《榮譽勳章》
- 《反叛公司》

## 外部連結
- A collection of photo albums of Operation Enduring Freedom （页面存档备份，存于） -- From Militaryphotos.net
- Afghanistan and the "New Great Game" from the UK Royal College for Defense Studies, August 2001
- Jihadi Groups, Nuclear Pakistan and the New Great Game from the US Army War College, August 2001
- India joins anti-Taliban coalition （页面存档备份，存于） from Janes Intelligence Review, May 2001
- US 'planned attack on Taleban' （页面存档备份，存于） from the BBC News, September 2001
- U.S.-Russia Cooperation on Afghanistan: An Exception or a Model? from the Center for Strategic & International Studies, September 1, 2001